# アドルフ作戦
アドルフ作戦は、第一次インドシナ戦争中の1953年4月にフランス連合によって行われた軍事作戦である。この作戦は春に何回か行われた軍事作戦の締めくくりであり、モンスーン季へ突入し作戦遂行が困難になる前に終結した 。